# Conselho do Comando Revolucionário (Iraque)
Conselho do Comando Revolucionário Iraquiano foi criado após o golpe militar de 1968 e foi o último órgão governante no Iraque antes da invasão liderada pelos Estados Unidos em 2003. Exerceu a autoridade executiva e legislativa do país, com o Presidente e o Vice-Presidente escolhidos pela maioria de dois terços do conselho. O presidente também era, em seguida, declarado Presidente do Iraque e ele poderia então selecionar um vice-presidente. Após Saddam Hussein tornar-se presidente do Iraque em 1979, o conselho foi liderado pelo vice-presidente Izzat Ibrahim ad-Douri, pelo vice-primeiro-ministro Tariq Aziz e Taha Yassin Ramadan, que conhecia Saddam desde os anos 1960. O legislativo era composto pelo Conselho do Comando Revolucionário, pela Assembleia Nacional e 50 membros de um Conselho Legislativo Curdo, que governou o país. Durante sua presidência, Saddam Hussein foi presidente do Conselho do Comando Revolucionário e Presidente da República. Outros membros do Conselho do Comando Revolucionário incluíram Salah Omar al-Ali, que ocupou o cargo entre 1968 e 1970, um dos meios-irmãos de Saddam, Barzan Ibrahim al-Tikriti, Taha Yasin Ramadan, Adnan Khairallah, Sa'adoun Shaker Mahmoud, Tariq Aziz, Hasan Ali Nassar al-Namiri, Naim Hamid Haddad e Taha Mohieddin Maruf. Foi oficialmente dissolvido em 23 de maio de 2003 por Paul Bremer pela Order Number 2 da Autoridade Provisória da Coalizão.